# Nepřítel státu
Nepřítel státu, případně nepřítel republiky, je označení pro osobu, obviněnou z určitých zločinů proti státu, například zrady. Toto označení může být v některých případech zneužito jako nástroj represe. Velmi často jsou jako nepřátelé státu označováni disidenti.

## Historie
Ve starém Římě býval užíván termín nepřítel republiky či nepřítel lidu pro osoby, nebo i státy. Toto označení vyhlašoval senát. V případě tohoto označení ve vztahu ke státu se jednalo o označení oficiálního válečného stavu.[zdroj?]
V Sovětském svazu a jeho satelitech se užíval termín "nepřítel lidu".